# Patinação de velocidade em pista curta nos Jogos Olímpicos de Inverno de 1994
A patinação de velocidade em pista curta nos Jogos Olímpicos de Inverno de 1994 consistiu de seis eventos disputados no Hamar OL-Amfi, em Lillehammer, na Noruega.
Os 500 metros para homens e os 1000 metros para mulheres foram adicionados ao programa nessa edição.

## Medalhistas
Masculino
| Evento                      | Ouro                                                                                   | Prata                                                                                 | Bronze                                                                      |
| --------------------------- | -------------------------------------------------------------------------------------- | ------------------------------------------------------------------------------------- | --------------------------------------------------------------------------- |
| 500 metros detalhes         | Chae Ji-Hoon KOR Coreia do Sul                                                         | Mirko Vuillermin ITA Itália                                                           | Nicholas Gooch GBR Grã-Bretanha                                             |
| 1000 metros detalhes        | Kim Ki-Hoon KOR Coreia do Sul                                                          | Chae Ji-Hoon KOR Coreia do Sul                                                        | Marc Gagnon CAN Canadá                                                      |
| Revezamento 5000 m detalhes | Maurizio Carnino Diego Cattani Orazio Fagone Hugo Herrnhof Mirko Vuillermin ITA Itália | Randall Bartz John Coyle Eric Flaim Andrew Gabel Anthony Goskowicz USA Estados Unidos | Steven Bradbury Kieran Hansen Andrew Murtha Richard Nizielski AUS Austrália |

Feminino
| Evento                      | Ouro                                                                                | Prata                                                                                        | Bronze                                                                                       |
| --------------------------- | ----------------------------------------------------------------------------------- | -------------------------------------------------------------------------------------------- | -------------------------------------------------------------------------------------------- |
| 500 metros detalhes         | Cathy Turner USA Estados Unidos                                                     | Zhang Yanmei CHN China                                                                       | Amy Peterson USA Estados Unidos                                                              |
| 1000 metros detalhes        | Chun Lee-Kyung KOR Coreia do Sul                                                    | Nathalie Lambert CAN Canadá                                                                  | Kim So-Hee KOR Coreia do Sul                                                                 |
| Revezamento 3000 m detalhes | Chun Lee-Kyung Kim Ryang-Hee Kim So-Hee Kim Yoon-Mi Won Hye-Kyung KOR Coreia do Sul | Christine Boudrias Isabelle Charest Angela Cutrone Sylvie Daigle Nathalie Lambert CAN Canadá | Karen Cashman Amy Peterson Shana Sundstrom Cathy Turner Nikki Ziegelmeyer USA Estados Unidos |

## Quadro de medalhas
| Ordem | País               | Medalha de ouro | Medalha de prata | Medalha de bronze |    |
| ----- | ------------------ | --------------- | ---------------- | ----------------- | -- |
| 1     | KOR Coreia do Sul  | 4               | 1                | 1                 | 6  |
| 2     | USA Estados Unidos | 1               | 1                | 2                 | 4  |
| 3     | ITA Itália         | 1               | 1                |                   | 2  |
| 4     | CAN Canadá         |                 | 2                | 1                 | 3  |
| 5     | CHN China          |                 | 1                |                   | 1  |
| 6     | AUS Austrália      |                 |                  | 1                 | 1  |
| 6     | GBR Grã-Bretanha   |                 |                  | 1                 | 1  |
| TOTAL | TOTAL              | 6               | 6                | 6                 | 18 |